# Bozouls
Bozouls är en kommun i departementet Aveyron i regionen Occitanien i södra Frankrike. Kommunen ligger  i kantonen Bozouls som ligger i arrondissementet Rodez. År 2022 hade Bozouls 3 006 invånare.

## Befolkningsutveckling
Antalet invånare i kommunen Bozouls
Referens: INSEE